# Siglo XIV a. C.
El siglo XIV antes de Cristo comenzó el 1 de enero de 1400 a. C. y terminó el 31 de diciembre de 1301 a. C.

## Acontecimientos

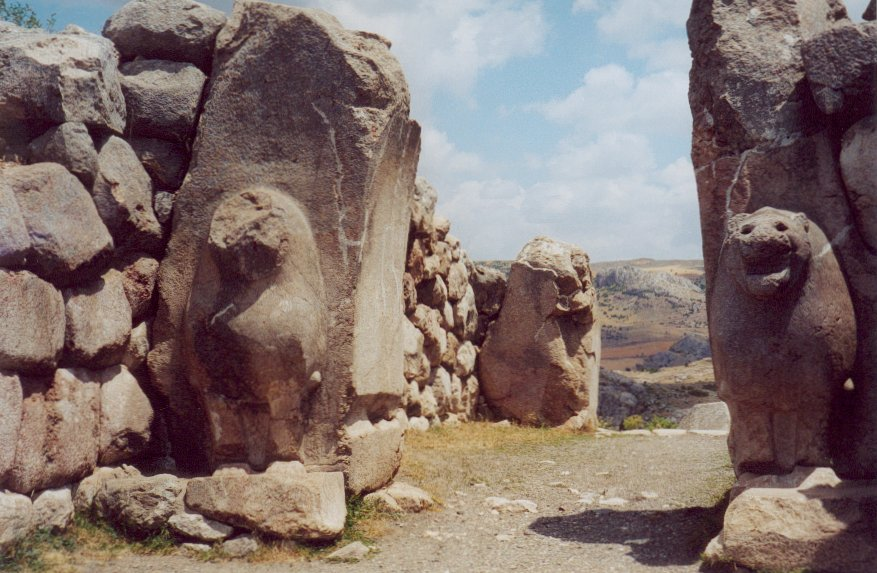
La Puerta de los Leones en las ruinas de Hatusa (actual Turquía). Fotografía de 2001. En 2012 se restauró la cabeza del león de la izquierda (que había sido destruida por iconoclastas musulmanes).

- Hacia 1400 a. C.: en la isla de Creta, 6 km del puerto de Heraclión hacia el interior de la isla de Creta, la cultura micénica llega a su apogeo. Se abandona el palacio de Cnosos.
- 1400 a. C.: a 6 km del puerto de Heraclión (hacia el interior de la isla de Creta), un incendio destruye el Palacio de Cnosos (de unos seis siglos de antigüedad).
- 1400 a. C.: los asirios se hacen muy poderosos al expulsar a los hurritas.

- 1400 a. C.: en Hattusa ―662 km al sureste de la actual Estambul (Turquía)― se construye la Puerta de los Leones.[1]
- 1400 a. C.: en China se expande la dinastía Shang.
- 1397 a. C.: en Atenas (Grecia) muere el legendario rey Pandión I después de 40 años de reinado. Lo sucede su hijo Erecteo II.
- 1385 a. C.: en Egipto, el faraón Amenhotep III se casa con Tiy.
- 1380 a. C.: el faraón Amenhotep II conecta el río Nilo y el mar Rojo mediante un canal.
- 1375 a. C. (3 de mayo): en China, se registra un eclipse solar, «El Sol está avergonzado, se ocultó durante el día».[2]
- 1372 a. C.: los hititas conquistan todo el reino de Mitani, al oeste del río Éufrates.
- 1365 a. C. (± 5 años): en Ugarit (Siria) sucede un terremoto (datado por las ruinas). El tsunami posterior y un incendio destruyen toda la ciudad.
- 1365 a. C.: en Asiria, Ashur-uballit I se convierte en rey.
- 1357 a. C.: 242 km al oeste de la actual Copenhague (Dinamarca) es enterrada la Chica de Egtved.
- 1347 a. C.: en Atenas (Grecia), el legendario rey Erecteo II es alcanzado por un rayo, muriendo así, después de reinar 50 años. Lo sucede su hermano menor Cécrops II.
- 1346 a. C.: en Egipto, el faraón Amenhotep IV comienza su culto a Atón y empieza a construir su nueva capital: Ajetatón.
- 1345 a. C.: en Egipto, el faraón Amenhotep IV se renombra Ajenatón.
- 1346 a. C:: en Egipto, Tutankamón se convierte en rey con solo 10 años de edad.
- 1336 a. C.: en Egipto, el faraón Ajenatón nombra a Smenejkara como su corregente.
- 1336 a. C.: en Egipto nace Tutankamón
- 1334 a. C.: en Egipto muere Ajnatón.
- 1334-1333 a. C.: en Egipto, Tutanjatón se convierte en faraón y se casa con Anjesenpaatón, hija de Ajenatón y Nefertiti.
- 1331 a. C.: en Egipto, el faraón Tut-anj-Atón es renombrado Tut-anj-Amón y abandona Ajetatón, retornando la capital a Tebas.
- 1330 a. C.: en Asiria, Enlil-nirari se convierte en rey.
- 1323 a. C.: en Egipto muere Tutankamón.
- 1323 a. C.: en Egipto, Horemheb se convierte en faraón.
- 1319 a. C.: en Asiria, Arik-den-ili se convierte en rey.
- 1312 a. C. (24 de junio): en Asia Menor, durante el reinado del rey hitita Mursili II se observa un «mal augurio del Sol» (un eclipse solar).[2]
- 1310 a. C.: en Frigia sube al trono el rey Tungot
- 1307 a. C.: en Asiria sube al trono Adad-nirari I.
- 1305 a. C. (5 de junio): en China se registra un fenómeno astronómico («tres llamas comieron el Sol») que podría tratarse de un eclipse solar.[2]
- 1303 a. C.: Seti I se convierte en faraón de Egipto.
- Cécrope II, legendario rey de Atenas, muere después de reinar 40 años. Es sucedido por su hijo Pandión II. Este fue exiliado por los hijos de Metión (hermano o sobrino de Cécrope II). Pandión huyó a Megara, donde se casó con la hija del rey y finalmente heredó el trono. Después de su muerte, los hijos de Pandión II volvieron a Atenas y echaron a los hijos de Metion.

## Personas destacadas
- Akenatón, faraón de Egipto